# Истихара
Истиха́ра (араб. الاستخارة‎) — намаз, состоящий из двух ракаатов, после которого молящийся мусульманин просит Аллаха помочь ему принять правильное решение по тому или иному вопросу.

## Порядок совершения
Совершение истихары начинается с исполнения двух ракаатов добровольной молитвы (нафиль-намаза) и заканчивается произнесением следующей молитвы (дуа): О, Аллах! Вот я прошу Тебя о благе через Твоё знание и о способности через Твоё Могущество и прошу (Твоей милости) из Твоей бесконечной Щедрости. Ибо воистину у Тебя Могущество, а у меня нет. Ты знаешь всё, а я не знаю. Ты — Великий Обладатель знания обо всём.
О, Аллах! Если, по Твоему Знанию, это дело станет благом для моей веры (дин), для моей жизни и для исхода моих дел, то предопредели мне его и сделай его лёгким для меня, и благослови меня в нём.
Но если, по Твоему Знанию, это дело станет злом для моей веры, для моей жизни и для исхода моих дел, то отведи его от меня и отведи меня от этого, и предопредели для меня благо, где бы оно ни было, и сделай так, чтобы я был им доволен.
Аллахумма инни астахирука би и’льмика ва астакдирука би-кудратика ва ас’алюка мин фадлика аль-а’зым, фаиннака такдиру ва ля акдиру ва та’аляму ва ла а’аляму ва анта а’лиму-ль-гуюби;

Аллахума, ин кунта та’аляму анна хаза –ль амра хейрун ли фи ддинни ва ма’аши ва акибати амри , факдурху ли ва ясрифху ли, сумма барика ли фихи;

Ва ин кунта та’аляму анна хаза –ль амра шаррун ли фи ддинни ва ма’аши ва акибати амри, фа срифху анни ва срифни анху ва акдур ли-ль хейран хейсу кана сумма ардыни бихи
اللهم إني أستخيرك بعلمك وأستقدرك بقدرتك وأسألك من فضلك العظيم فإنك تقدر ولا أقدر وتعلم ولا أعلم وأنت علام الغيوب 

اللهم إن كنت تعلم أن هذا الأمر خير لي في ديني ومعاشي وعاقبة أمري فاقدره لي ويسره لي ثم بارك لي فيه 

وإن كنت تعلم أن هذا الأمر شر في ديني ومعاشي وعاقبة أمري فاصرفه عني واصرفني عنه واقدر لي الخير حيث كان ثم ارضني به
Описание молитвы Истихара пришло в хадисе от Джабира бин Абдуллаха ас-Салами, переданного в сборниках хадисов таких авторов, как аль-Бухари, ат-Тирмизи, ан-Насаи, Абу Дауд, Ибн Маджа и Ахмад ибн Ханбаль.